# Lygaeus turcicus

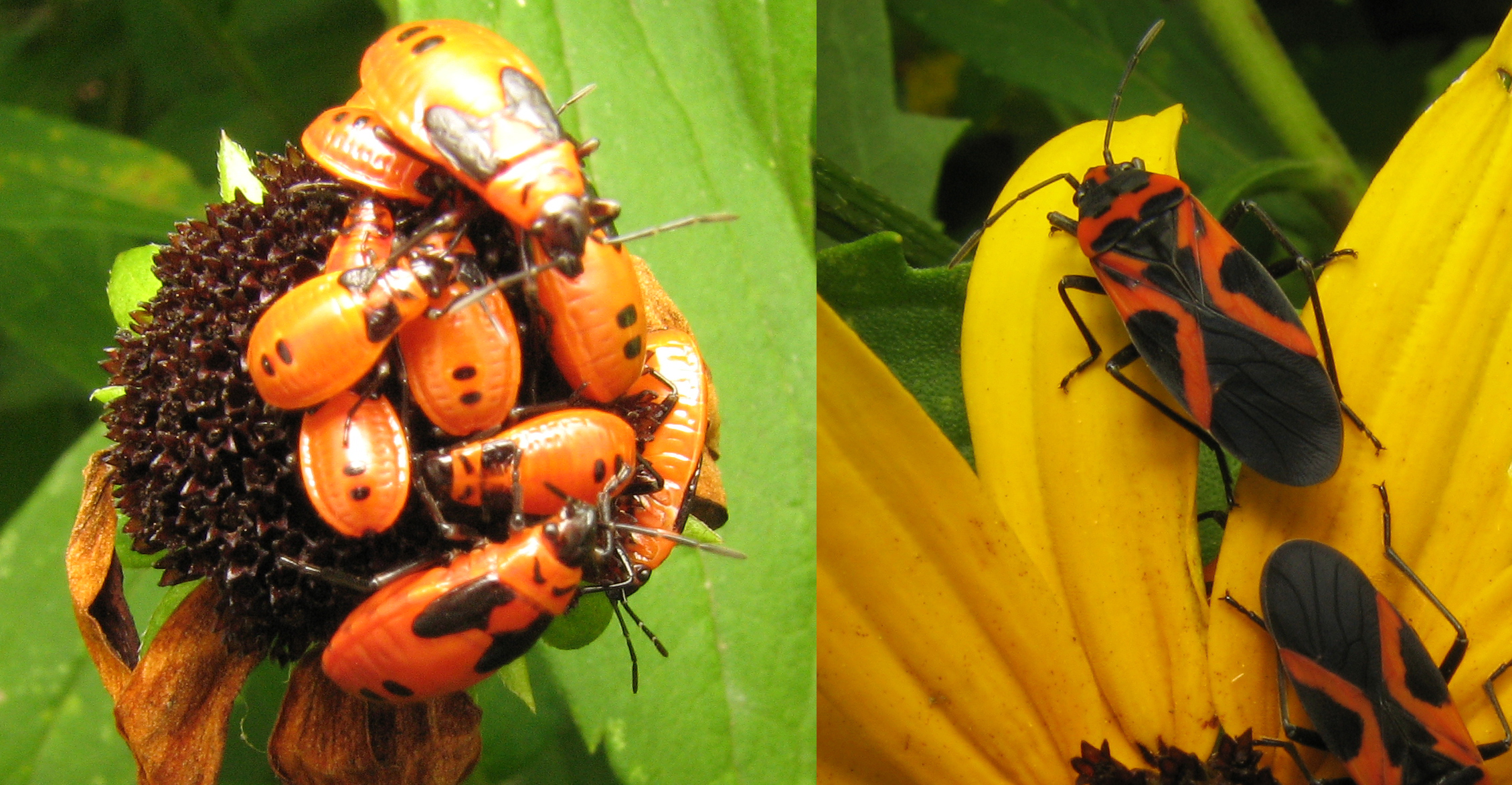
Nymphen (im linken Bild)

Lygaeus turcicus ist eine Wanze aus der Familie der Bodenwanzen (Lygaeidae).

## Merkmale
Die Wanzen werden 10–12 mm lang.
Sie sind dunkelgrau bis schwarz gefärbt. Über die Vorderflügel verlaufen zwei orange Streifen, die eine annähernd X-förmige Zeichnung bilden.
Der Clavus ist orange gefärbt und besitzt nur am hinteren Ende einen schwarzen Fleck. Der orange Kopf ist im Postokularbereich schwarz. Über den hinteren Teil des Halsschildes verläuft ein breites oranges Querband, welches am vorderen Rand zwei schwarze Flecke, am hinteren Rand zwei schwarze halbkreisförmige Bereiche aufweist.

## Verbreitung und Lebensraum
Lygaeus turcicus ist in Nordamerika verbreitet.
In Kanada liegt das Verbreitungsgebiet in der östlichen Hälfte. In den Vereinigten Staaten reicht ihr Vorkommen von Kalifornien bis nach North Carolina und Neu-England. Im Südosten, an der Golfküste sowie im Nordwesten der USA ist die Art nicht vertreten.

## Lebensweise
Die Wanzen saugen hauptsächlich an den Achänen des Garten-Sonnenauges (Heliopsis helianthoides), obwohl sie im Labor auch an den Samen anderer Pflanzenarten zu züchten ist. Das Garten-Sonnenauge dient auch als Wirtspflanze.

## Ähnliche Arten
Die ebenfalls in den Vereinigten Staaten vorkommende verwandte Art Lygaeus kalmii sieht L. turcicus sehr ähnlich. Wichtigstes Unterscheidungsmerkmal ist der orange gefärbte Clavus von L. turcicus, welcher bei L. kalmii schwarz ist. Außerdem weist der Kopf bei L. turcicus einen wesentlich größeren Anteil an Orange auf. Die Nymphen von Lygaeus turcicus unterscheiden sich von denen von L.kalmii daran, dass der Hinterleib einheitlich rot gefärbt ist, während bei der zweiten Art helle Längsstreifen erkennbar sind.

## Etymologie
Früher wurde vermutet, dass L. turcicus ebenso wie die ähnliche Wanzenart L. kalmii Seidenpflanzen (Asclepias) als Wirts- und Futterpflanzen nutzt.
Erst in den 1980er Jahren wurde bemerkt, dass dies nicht der Fall war.
Aus diesem Umstand leitet sich der im Englischen gebräuchliche Name False Milkweed Bug („Falsche Seidenpflanzen-Wanze“) ab.

## Belege